# Yuki Fukai
Yuki Fukai (深井 祐希 Fukai Yuki?), född 6 september 1996 i Hokkaido prefektur, är en japansk fotbollsspelare.
Fukai började sin karriär 2019 i Azul Claro Numazu.